# Sofia Rotaru
Sofia Rotaru, właściwie Sofija Mychajliwna Jewdokymenko-Rotaru (ukr. Софія Михайлівна Євдокименко-Ротару, ros. София Михайловна Евдокименко-Ротару, rum. Sofia Rotaru; ur. 7 sierpnia 1947 we wsi Marszynci w obwodzie czerniowieckim pod nazwiskiem Rotar) – radziecka i ukraińska piosenkarka, kompozytorka i aktorka pochodząca z rodziny mołdawskiej. Nazywana „artystką trzech narodów”. Śpiewa po rosyjsku, ukraińsku, rumuńsku, słowacku, bułgarsku, niemiecku i angielsku. Była jedną z nielicznych radzieckich artystek, które zdobyły popularność poza ZSRR: znana szczególnie w Czechosłowacji, Finlandii, Korei, Niemczech i Polsce.

## Początki
Rozpoczęła karierę zwycięstwem w republikańskim konkursie młodych w 1964 roku. Stała się wówczas symbolem nowej kultury muzycznej Ukrainy. W 1968 roku ukończyła Szkołę Muzyczną w Czerniowcach, a 1974 Instytut Sztuki w Kiszyniowie im. G. Muzichesku (klasa profesora L.V. Aхionovej).
W 1968 roku wzięła udział w międzynarodowym konkursie w Sofii. Poznała tam kompozytora Wołodymyra Iwasiuka, który stworzył cykl pieśni opartych na materiale folklorystycznym w aranżacjach tworzących muzykę pop lat 60. i 70. XX wieku. Przyniosło to piosenkarce dużą popularność w całym Związku Radzieckim. W 1974 roku zdobyła drugą nagrodę na festiwalu w Sopocie śpiewając piosenkę „Кто-то” („Ktoś”) z repertuaru i autorstwa Haliny Frąckowiak.

## Osiągnięcia
Jej piosenki stały się klasycznymi utworami radzieckiej i poradzieckiej sceny muzycznej. Sofia Rotaru grała też w filmach muzycznych – debiutowała w 1971 roku w filmie Czerwona Ruta (1971). Grała główne role w takich filmach, jak Miłości, gdzie jesteś? (1980) oraz Dusza (1981). Koncertowała w USA, Azji, Europie, Australii. Otrzymała wiele nagród, wyróżnień i medali.
W 1986 roku – jako pierwszej kobiecie – nadano jej tytuł Ludowego Artysty ZSRR. Były prezydent Ukrainy Łeonid Kuczma i prezydent Rosji Władimir Putin nagrodzili Sofię Rotaru w sierpniu 2002 roku (w jej 55. urodziny), przyznając jej tytuł Bohatera Ukrainy za jej „wybitne zasługi w sferze sztuki” (Kuczma) oraz rosyjski Order Honoru za „wielki wkład w rozwój sztuki estradowej i wzmacnianie rosyjsko-ukraińskich więzi kulturowych” (Putin). Została też odznaczenia m.in. Orderem Księżnej Olgi I i III klasy, Orderem „Za zasługi” II klasy oraz mołdawskim Orderem Republiki.

## W repertuarze
Źródło:
- Czerwona ruta (ukr. Червона рута; muz. i słowa Wołodymyr Iwasiuk)
- Jedna kalina (ukr. Одна калина; muz. Rusłan Kwinta, słowa Witalij Kurowskij)
- Melancholie (rum. Melancolie) (1978)
- Dadim Szar zemnoi Detjam (ros. Дадим Шар земной Детям, 1977, wspólnie z „Bolszym Dijetskim Chorem”)
- Górska Lawenda (ros. Горная Лаванда) (1984)
- Dzikie łabędzie (ros. Дикие Лебеди; muz. Władimir Matecki, słowa M. Szabrow; 1986)
- Biała noc (ros. Белая Ночь) (1988)
- Slajdy (ros. Слайды) (1982)
- Nie kochaj (ros. Не люби) (2006)
- Niebo to ja (ros. Небо это я; muz. Rusłan Kwinta, słowa Witalij Kurowskij) (2007)

## Życie prywatne
Była zamężna z Anatolijem Jewdokymenko (zm. 2002). Para doczekała się syna Rusłana, który pracuje jako producent muzyczny. Sofia Rotaru ma dwoje wnucząt, dwóch braci i trzy siostry.